# 盛岡市立上田中学校
盛岡市立上田中学校（もりおかしりつうえだちゅうがっこう） は岩手県盛岡市上田にある公立中学校。
岩手大学教育学部、岩手県立大学看護学部の教育実習校として指定されている。
地元では「上中（うえちゅう）」と呼ばれている。

## 沿革
出典：
- 1951年4月：開校（入学式は仁王小学校講堂、始業式は県立盛岡商業高校講堂にて。分散して授業開始）　岩手大学学芸学部教育実習生指導校となる。
- 1951年7月：第1期工事完了（1校舎、2校舎竣工）移転作業完了
- 1952年2月：自動火災報知機設置（防災モデル校）
- 1952年5月：第2期工事完了（3校舎6教室、講堂竣工）
- 1952年6月：校舎落成式
- 1953年4月：特殊学級新設（精薄1学級）
- 1953年10月：学校公開研究会「能力差に応じた教育課程の編成と実践」開催
- 1954年5月：学校公開研究会（職業指導）開催
- 1955年5月：岩手県統計教育研究指定校　理科教育振興法指定校
- 1956年10月：学校公開研究会（産業教育）開催
- 1957年11月：学校公開研究会（統計教育）開催
- 1959年4月：「盛岡市研究学校」に指定
- 1961年9月：創立10周年記念式典挙行
- 1963年4月：日赤病院に「日赤分室」を開設
- 1965年4月：文部賞道徳教育研究指定校（2ヵ年）
- 1965年10月：学校公開研究会（全領域）「学習効率を高めるための教育計画」開催
- 1966年4月：日赤分室を分校とする。
- 1966年9月：学校公開研究会（道徳教育）開催
- 1968年4月：盛岡市教育委員会研究指定校（教育課程全般）
- 1969年4月：岩手県立教育センター研究協力校
- 1969年9月：学校公開研究会（教科）「学習効率を高める教育計画」開催
- 1970年4月：盛岡市教育委員会研究指定校（安全教育）
- 1971年4月：研究図書「学習効率と授業改善」（明治図書）出版
- 1971年9月：学校公開研究会（全領域）「学習効率と授業改善」開催
- 1972年9月：学校公開研究会（全領域）、東北理科研究大会開催
- 1972年10月：創立20周年記念式典挙行
- 1973年4月：「在宅障害児訪問指導」校に指定
- 1975年9月：学校公開研究会（全領域）開催
- 1976年4月：肢体不自由児学級開設
- 1977年9月：学校公開研究会（全領域）開催
- 1978年3月：日赤分校閉校式（県立へ移管）
- 1979年4月：盛岡市教育委員会研究指定校（2ヵ年）
- 1980年9月：学校公開研究会（全領域）開催　生徒画集『芝蘭』発行（創立30周年記念）
- 1981年3月：創立30周年記念式典挙行
- 1982年3月：研究図書『たくましさを育てる特別活動』（明治図書）出版
- 1982年9月：学校公開研究会（全領域）開催
- 1983年4月：盛岡在学青少年社会参加活動指定校（2ヵ年）
- 1985年9月：学校公開研究会（全領域）開催
- 1986年4月：岩手県教育委員会研究指定校（教育課程一般、2ヵ年）
- 1987年7月：学校公開研究会（全領域）開催
- 1988年4月：教育振興運動推進モデル校
- 1988年8月：「全国障害児教育研究大会」分科会場
- 1989年4月：盛岡市教育委員会研究指定校「コンピュータ利用の効用と方向性を探る」（3ヵ年）
- 1989年7月：学校公開研究会（全領域）開催
- 1990年10月：創立40周年記念式典挙行記念学校公開（全領域）開催
- 1990年12月：岩手県学校教育表彰受賞
- 1991年7月：学校公開研究会（全領域）開催
- 1991年8月：全国算数・数学教育研究大会授業会場
- 1992年7月：全日本音楽教育研究大会会場
- 1993年3月：中学校体力向上事業県表彰
- 1993年5月：文部省指定心身障害児理解推進（2ヵ年）
- 1993年7月：学校公開研究会（全領域）開催
- 1993年10月：岩手県道徳教育研究大会会場
- 1993年12月：日本教育連合会表彰
- 1994年1月：学校環境衛生優良校県表彰
- 1994年10月：校舎4階に「ギャラリー芝蘭」開設
- 1995年5月：第1回体育祭開催
- 1995年7月：学校公開研究会（全領域）開催
- 1995年10月：岩手県国語教育研究大会授業会場
- 1996年8月：東北造形教育研究大会会場
- 1996年10月：全日本中学校技術家庭教育研究大会「情報基礎」会場　全日本特殊教育研究会会場
- 1996年12月：生徒会「小さな親切」実行章受賞（地域奉仕活動）
- 1997年7月：学校公開研究会（全領域）開催
- 1999年1月：全国教育美術展中央学校賞（文部大臣賞）受賞
- 1999年2月：研究図書『自己評価を生かした授業の創造』自己評価研究シリーズ4（明治図書）出版
- 1999年4月：岩手県教育委員会研究指定校（教育課程一般、2ヵ年）
- 2000年7月：学校公開研究会（全領域）開催　生徒画集『芝蘭』発行（創立50周年記念）
- 2000年9月：『芝蘭50年史』発行
- 2000年10月：創立50周年記念授業・式典
- 2001年5月：日本善行会表彰（地域生徒会の地区奉仕活動）
- 2003年7月：学校公開研究会（全領域）開催
- 2003年10月：全日本特別支援教育全国大会会場
- 2003年11月：東北数学教育研究大会会場
- 2004年11月：東北道徳教育研究会会場　東北地区中学校進路指導研究大会会場
- 2005年11月：第27回少年の主張全国大会─私の主張2005─北海道・東北ブロック代表で文部科学大臣奨励賞受賞（3年生坂本潤奈）
- 2006年2月：全国教育美術展27年連続学校賞受賞
- 2007年11月：学校公開研究会（道徳・特活・総合・特別支援）
- 2008年10月：東北技術・家庭科研究会研究大会会場
- 2008年11月：日本PTA創立60周年記念式典にて団体表彰受賞
- 2009年2月：全国教育美術展30年連続学校賞受賞
- 2009年7月：学校公開研究会（全教科）
- 2009年11月：第31回少年の主張全国大会東北地区奨励賞（3年生西郷華菜）
- 2010年7月：学校公開研究会（道徳・特活・総合・特別支援）
- 2010年10月：東北特別支援教育研究大会会場
- 2010年10月：ジュニアオリンピックAクラス男子110mH優勝（3年生坂本景）
- 2010年10月：創立60周年記念式典
- 2010年10月：東北音楽教育研究大会会場
- 2011年11月：東北社会科教育研究大会会場

## 生徒数
- 2020年4月1日現在、1学年118名、2学年128名、3学年128名となっている。[3][4]

## 行事
出典：
- 4月 - 始業式、入学式、生徒総会、3年生修学旅行、2年生宿泊研修、1年生野外活動
- 5月 - PTA総会、体育祭
- 6月 - 市中総体、第1回実力テスト
- 7月 - 写生会、県中総体、期末面談、終業式
- 8月 - 始業式
- 9月 - 市中陸上、市中駅伝、市中新人大会
- 10月 - 上中祭、第2回実力テスト、市独唱大会、県中新人大会（前期）、生徒会役員選挙、教育相談週間
- 11月 - 入試説明会、県中新人大会（後期）、第3回実力テスト
- 12月 - 期末三者面談、終業式
- 1月 - 始業式
- 2月 - 新入生説明会、第4回実力テスト
- 3月 - 公立高校入試、修了式、卒業式、新入生体験入学

## 部活動
- 運動部
野球部（男）、サッカー部（男女共通）、ハンドボール部（男女）、ソフトテニス部（男女）、陸上部（男女）、バスケットボール部（男女）、バレーボール部（女）、剣道部（男女）、新体操部（女）、卓球部（男女）
- 文化部
吹奏楽部、美術科学技術部
- 特設部
水泳部、特設合唱部

## 制服
- 男子　
  - 冬服は標準的な学生服上下である。
  - 夏服はカッターシャツ、スラックスである。
- 女子　
  - 冬服はブレザー、ブラウス、吊りスカートである。
  - 夏服はブラウス、吊りスカートである。

## 主な卒業生
- 大友啓史 - 演出家、映画監督
- 小山実稚恵 - ピアニスト（3年から東京へ転校）
- 上町史織 - プロハンドボール選手